# Klupica
Klupica is een plaats in de gemeente Vojnić in de Kroatische provincie Karlovac. De plaats telt 11 inwoners (2001).